# 투피니킹족
투피니킹족(Tupiniquim)은 브라질의 원주민족 중 하나로, 투피족의 일파이다. 역사적으로 오늘날의 브라질 동부 해안 지역에 걸쳐 분포했으며, 오늘날에는 에스피리투산투주에 위치한 3개의 원주민 영토에 2,630명 (2010년 기준)의 인구가 남아있다.
이들은 포르투갈 식민지 개척자들이 브라질에 도착했을 때 처음 만난 원주민족 중 하나이다. 현재 브라질에서 투피니킹(Tupiniquim)이라는 말은 구어체에서 "브라질"을 의미하는 형용사 및 명사로도 쓰이고 있다.

## 같이 보기
- 브라질 원주민
- 투피남바족